# باستان‌شناسی فضایی

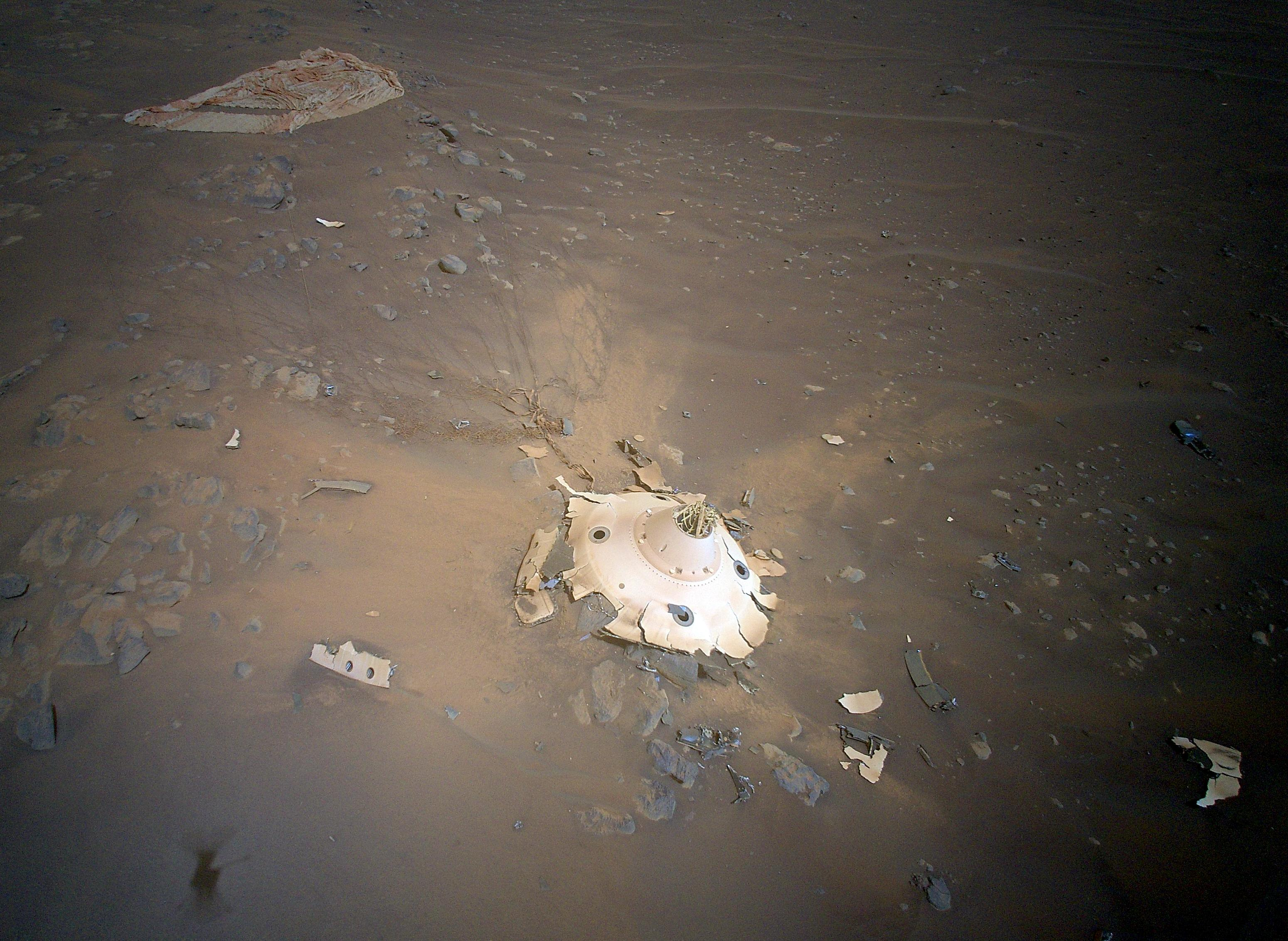
میدان بازمانده از فرود مریخ نورد استقامت از بالگرد نبوغ در تصویر دیده می‌شود

در باستان‌شناسی، باستان‌شناسی فضایی (به انگلیسی:space archaeology) مطالعه مبتنی بر تحقیق در مورد اقلام مختلف ساخته شده توسط انسان که در فضا یافت می‌شود است. این زمینه همچنین تفسیر این اقلام را به عنوان سرنخ‌هایی از ماجراجویی‌های که بشر در فضا تجربه کرده‌است، و حفظ آنها به عنوان میراث فرهنگی را به عهده دارد.
این زمینه مجموعه‌های پرتاب‌شده از روی زمین، زباله‌های مداری، ماهواره‌ها و اجرام و سازه‌های دیگر اجرام آسمانی مانند ماه و مریخ را مطالعه می‌کند. این زمینه همچنین شامل حوزه کاربردی فرهنگ مادی است که اهمیت مکان‌ها و اشیاء فضایی را از نظر قوانین ملی و بین‌المللی نگهداری میراث فرهنگی ارزیابی می‌کند. فرهنگ مادی به این موضوع می‌پردازد که چه، چگونه و چرا این آثار تاریخ اخیر ما باید برای نسل‌های آینده حفظ شود.

## میراث فرهنگی
گردشگری فضایی می‌تواند بر آثار باستانی، به عنوان مثال، در ماه تأثیر بگذارد. این تصور که این میراث فرهنگی در خطر است و نیاز به اقدام برای جلوگیری از زوال یا تخریب دارد، در حال گسترش است. شاید بتوان مصنوعات ساخت بشر (مثلاً بخش‌های قدیمی ایستگاه‌های فضایی) را در «مدار موزه» حفظ کرد. بسیاری از این گونه آثار به دلیل عدم شناسایی و ارزیابی از بین رفته‌اند. کارشناسان معتقدند که تداوم و ارتباط با گذشته از عناصر حیاتی بقا در دنیای مدرن است. مدلی برای همکاری بین‌المللی مبتنی بر قطب جنوب پیشنهاد شده‌است. مردم شناسان نیز به این حوزه نوپا علاقه‌مند شده‌اند.
یکی از پیامدهای غیرمنتظره این کار، توسعه تکنیک‌هایی برای تشخیص نشانه‌های حیات یا فناوری در سیارات دیگر، یا بازدید فرازمینی‌ها است. یکی از جنبه‌های این کار استفاده از ماهواره برای شناسایی سازه‌های با اهمیت باستان‌شناسی است.